# Deníssovka (Vorónej)
|  | Per a altres significats, vegeu «Deníssovka». |

Deníssovka (en rus: Денисовка) és un poble (un possiólok) de l'óblast de Vorónej, a Rússia, segons el cens del 2010 tenia un habitant.